# Christmas Song Book (альбом Хелен Меррилл)
Christmas Song Book — рождественский студийный альбом американской певицы Хелен Меррилл, выпущенный в 1991 году на лейбле Victor в Японии и Соединённых Штатах.

## Отзывы критиков
| Оценки критиков | Оценки критиков |
| Источник        | Оценка          |
| --------------- | --------------- |
| AllMusic        | [ 1 ]           |

Скотт Яноу из AllMusic: «Этот рождественский джазовый диск певицы Хелен Меррилл не преподносит особых сюрпризов в репертуаре (за исключением, возможно, включения „If I Were a Bell“) или аранжировок Торри Зито. Меррилл в хорошей форме либо поёт с квартетом, в который входят тромбонист Джим Пью и пианист Зито, либо ей аккомпанирует струнный оркестр, в состав которого также входит флюгельгорнист Арт Фармер. Мел Торме заходит поделиться впечатлениями в „The Christmas Song“; в остальном музыка приятная, но предсказуемая».

## Список композиций
1. «O Christmas Tree» (Алан Меррилл / народная) — 3:22
2. «Let It Snow! Let It Snow! Let It Snow!» (Сэмми Кан, Джул Стайн) — 3:57
3. «Nature Boy» (Эден Абез) — 3:52
4. «Silent Night» (Франц Грубер, Йозеф Мор) — 3:53
5. «Christmas Lullaby» (Алан Меррил, Торри Зито) — 2:37
6. «Winter Wonderland» (Феликс Бернард, Дик Смит) — 2:30
7. «Snowfall» (Клод Торнхилл) — 4:14
8. «The Christmas Song» (Мел Торме, Роберт Уэллс) — 4:40 — дуэт с Мелом Торме
9. «Coventry Carol» (народная) — 2:28
10. «A Child Is Born» (Тед Джонс) — 3:41
11. «Away in a Manger» (народная) — 2:28
12. «White Christmas» (Ирвинг Берлин) — 2:52
13. «If I Were a Bell» (Фрэнк Лессер) — 4:41
14. «Have Yourself a Merry Little Christmas» (Ральф Блейн, Хью Мартин) — 2:28

## Участники записи
- Джон Бил — бас-гитара
- Хелен Меррилл — вокал
- Мел Торме — вокал
- Джим Пью — тромбон
- Ронни Зито — ударные
- Торри Зито — фортепиано
- Арт Фармер — флюгельгорн